# Зверев, Василий Васильевич (моряк)
Зве́рев Васи́лий Васи́льевич (26 декабря 1865  [7 января 1866], Муром, Владимирская губерния — 14 [27] марта 1904, Порт-Артур, Наместничество Дальнего Востока) — инженер-механик Российского императорского флота, участник военных действиях России в Китае и русско-японской войны, старший инженер-механик миноносца «Сильный»; погиб в бою, закрыв своим телом пробитый паропровод миноносца, обеспечив ему ход.
Именем Зверева был назван корабль Балтийского флота — головной эскадренный миноносец «Инженер-механик Зверев», спущенный на воду 24 сентября 1906 года.

## Биография
Василий Васильевич Зверев родился 26 декабря 1865 года в Муроме, в купеческой семье мещанина Василия Петровича и его жены Марии Васильевны Зверевых.
После окончания Муромского реального училища в 1885 году поступил в Техническое училище Морского ведомства в Кронштадте. 22 сентября 1888 года, по окончании училища, был произведён в чин младшего инженер-механика и направлен для прохождения службы на Черноморский флот. Служил механиком на миноносцах «Кодор» и «Батум». 6 декабря 1894 года был произведён в помощники старшего инженера-механика. С сентября 1896 по октябрь 1897 года проходил обучение в Минном офицерском классе в Санкт-Петербурге, после чего продолжил службу на Балтийском флоте.
С февраля 1900 года служил в Сибирском экипаже. В 1900—1901 годах участвовал в должности помощника старшего инженера-механика корабля в военных действиях в Китае и штурме фортов Дагу. Награждён серебряной медалью «За поход в Китай». Проходил службу на миноносце «Лейтенант Бураков».

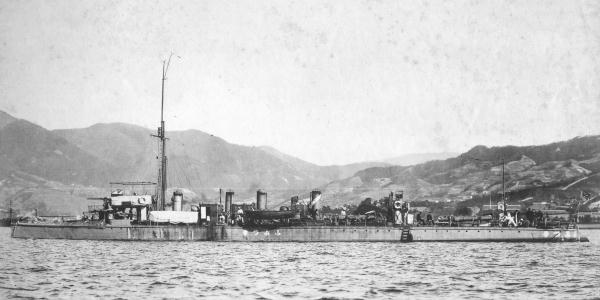
Эскадренный миноносец «Сильный» (с 1908 года эсминец 3 ранга «Фумицуки», Япония)

6 января 1903 года Зверев был назначен старшим инженером-механиком на миноносец «Сильный», базировавшемся в Порт-Артуре. В самом начале русско-японской войны, 14 марта 1904 года, миноносец находился на дежурстве у входа во внутренний рейд Порт-Артура. В 2 часа 15 минут японцы начали операцию по блокированию русской эскадры в гавани с помощью брандеров, направив к Порт-Артуру четыре коммерческих парохода в сопровождении миноносцев. Обнаружив врага, экипаж русского миноносца принял бой с шестью японскими миноносцами. «Сильный» атаковал головной брандер, выпустив по нему мину (торпеду), которая попала в пароход и оторвала ему носовую часть. Строй брандеров спутался, пароходы отвернули от фарватера, сели на мель и были уничтожены огнём береговых батарей. Три японских миноносца сосредоточили огонь на «Сильном». Во время боя в российский миноносец попало несколько японских снарядов, один из которых повредил главный паропровод и паровой котёл, отчего корабль потерял ход. Все попытки заделать пробоину успеха не принесли. Миноносец потерял ход и превратился в неподвижную мишень. Раскалённый пар быстро заполнил машинное отделение, но трюмная вахта — шесть матросов во главе с инженер-механиком Зверевым — не покинули своего боевого поста и продолжали борьбу за живучесть. Перегретым паром они «сварились» заживо. Старший инженер-механик В. В. Зверев наглухо закрыл пробоину своим телом, пожертвовав своей жизнью, вернул миноносцу «Сильному» подвижность. Окутанный клубами пара «Сильный» на малом ходу смог вернуться в Порт-Артур.
Об этом бое вице-адмирал С. О. Макаров отправил «всеподданнейшую телеграмму» Николаю II: «… Миноносец „Сильный“ вступил в бой с 6-ю неприятельскими миноносцами; на нем убиты старший инженер-механик
Зверев и 6 нижних чинов. Командир и 12 матросов ранены <…> Вход в порт остался совершенно свободным».
Артурский поэт, сапёрный капитан В. Ф. Линдер откликнулся на героическую смерть стихотворением «Памяти инженер-механика Зверева»:
Вчера в бою с врагом, геройски, но нежданно
В могилу ты сошел в расцвете юных сил,
Твоя душа ушла в предел обетованный,
Как чистый фимиам от жертвенных кадил.
<...> Вдали от родины главу склонил ты долу.
Ты умер на посту, как верный часовой,
Ты отдал жизнь свою, как присягал, престолу!
Мы память вечную поем тебе, герой!В.Ф. Линдер
17 марта 1904 года морской инженер В. В. Зверев и семеро рядовых матросов миноносца «Сильный» были похоронены в Порт-Артуре. О подвиге Зверева писали не только русские газеты, но и иностранные, называя русского офицера — гордостью России.

## Награды
- Орден Святого Станислава 3 степени (1896);
- Орден Святой Анны 3 степени (28 декабря 1900);
- Серебряная медаль «За поход в Китай» (1901)
- Серебряная медаль «В память царствования императора Александра III» (1896)[1].

## Память

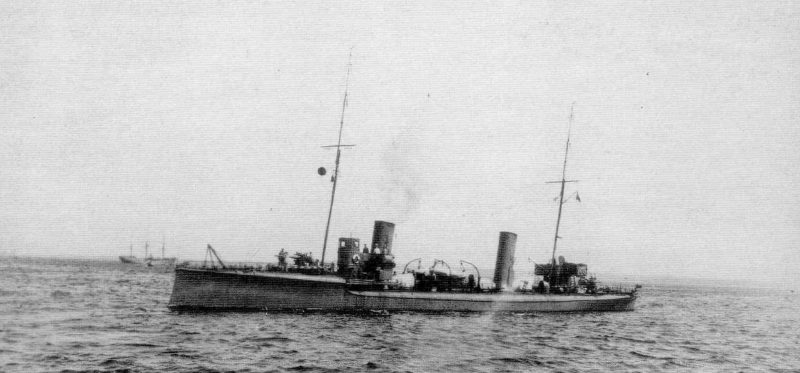
Эскадренный миноносец «Инженер-механик Зверев»

В Муроме на здании реального училища (ныне школа № 16) до 1918 года была установлена мемориальная доска в память о В. В. Звереве, которая была изготовлена на средства горожан. В актовом зале училища был выставлен портрет героя. Этот портрет многие годы располагался рядом с парадным портретом императора Николая II. В советское время памятная доска была демонтирована. В настоящее время в музее школы выставлен отреставрированный портрет Зверева и оформлен стенд, рассказывающий о подвиге героя-моряка. Жители Мурома предлагают восстановить мемориальную доску знаменитому земляку.
В честь инженер-механика В. В. Зверева был назван корабль Балтийского флота — головной эскадренный миноносец «Инженер-механик Зверев», спущенный на воду 24 сентября 1906 года.